# 天文博物館五島プラネタリウム
天文博物館五島プラネタリウム（てんもんはくぶつかんごとうプラネタリウム）は、東京都渋谷区の渋谷駅前、東急文化会館（2003年解体）8階にあった天文博物館。
館名の「五島」は開館当時の東京急行電鉄会長、五島慶太の姓にちなむ。2001年3月に閉館し、館の資料は渋谷区教育委員会が所管する「渋谷区五島プラネタリウム天文資料」に引き継がれた（投影機も同所に解体保存された後、現在は渋谷区文化総合センター大和田で展示保存されている）。当時としては珍しい民間運営のプラネタリウムだった。

## 歴史

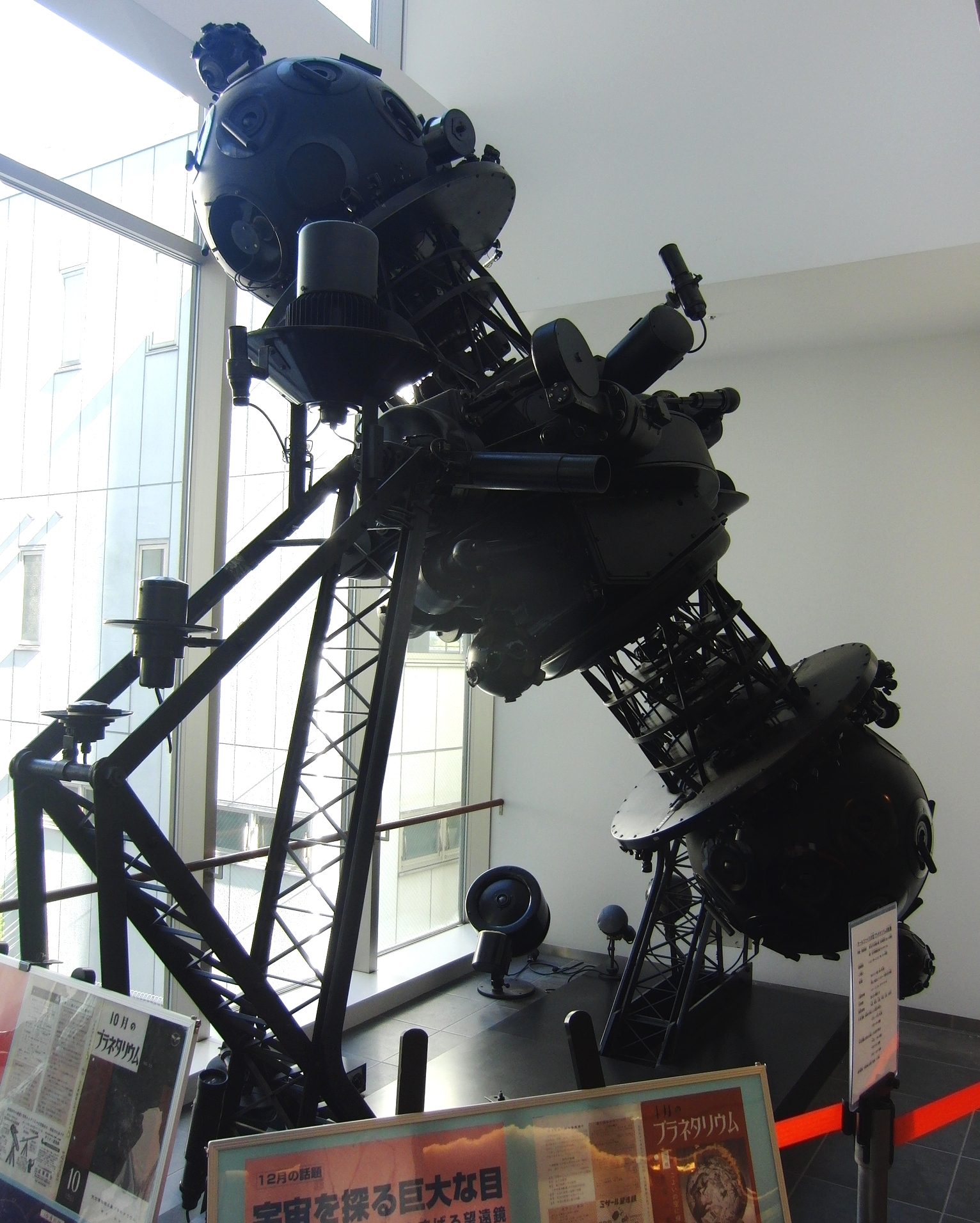
五島プラネタリウムで使用されていたプラネタリウム投影機（渋谷区文化総合センター大和田で展示保存。2012年11月撮影）

本プラネタリウムは、「東急文化会館に文化施設が欲しい」という五島の思いと「戦後の東京にプラネタリウムを！」という天文・博物館関係者の思いから生まれた。
五島側の事情
当時地味で人が素通りする状態であった渋谷を復興させたい。しかし公職追放令で五島は東急の経営に手を出せなかったため、人を呼ぶ施設として東急文化会館に目玉となる施設を欲していた（最初は「屋上で鯨を泳がせろ」と言っていたという。こちらは早々に頓挫した）。
天文・博物館関係者側の事情
元々、東京には1938年に開館した東日天文館（現在の東京都千代田区有楽町に所在。日本で2番目に設立）があった。しかし、1945年に空襲により焼失し、東京近郊にプラネタリウム施設はない状態にあった。一方、大阪では日本で最初（そして東アジア最初）のプラネタリウム、天象館は戦災を逃れ、営業を再開していた。
天文・博物館関係者側は、朝比奈貞一（国立科学博物館職員）、岡田要（同館館長）が中心となり、学術会議会長茅誠司博士、東京天文台（現在の国立天文台）の台長萩原雄祐博士らも所属する東京プラネタリウム設立促進懇話会を設立（1953年8月）、五島にプラネタリウムの設立を手紙で嘆願した。1955年7月に渋谷駅東口駅前の東急文化会館建設が開始されるなか、同年9月6日に手紙を受け取った五島は、プラネタリウム建設を英断する（その後の開館までの道のりはスムーズであったが、これには五島がプラネタリウムの建設に非常に熱心であったことが挙げられる。「強盗慶太」とまで呼ばれた男の、意外な一面と言うべきか）。
施設は1956年11月24日付けで文部大臣の許可を受け、「財団法人天文博物館五島プラネタリウム」として発足した。機器には、西ドイツカール・ツァイス社製のプラネタリウム投影機IV型1号機（約７千万円。ちなみに、大学卒業後の初任給は約１万円）をはじめ、日本光学製のシーロスタット望遠鏡、木辺鏡を使った15cm反射望遠鏡など、当時の最高機器が集められ1957年4月1日に開館した。
その後、国内に多くのプラネタリウムが建設され、また東急文化会館の解体もあり、2001年3月にプラネタリウムは閉館、財団は解散となった。なお、財団側は当初「1999年に閉館」の旨を東急側に伝えたところ、東急側から「20世紀いっぱいまで」とお願いされたという。

## 特色
施設は東急文化会館8階にあり、屋上から巨大なドームが突き出る姿は、このビルのシンボルであった。プラネタリウムの星が写るドーム・スクリーンは、直径20mの平床式で、453席の座席は同心円状に配置された。中央の投影機は前述した通りで、1,000Wのタングステン球2個により6.5等星まで約8,900個の星を投影した。
プラネタリウムの番組は、1回が約1時間で、平日は6回程度、土日祝日は7回程度あった。学校休業期間の夏休みと春休みは無休館であった。後述するさまざまな番組は解説員が生解説で行なっていた。常に在籍していた解説員数は6名前後であった。
さまざまな番組を作成する資料として、洋書も含めた書籍が多く収集され、独自の説明図等が数多く作成された。そして最大の特徴として、開館時より番組内容をチェックする機構として学芸委員会が組織されていたことがあげられる。学芸委員会の歴代メンバーは、野尻抱影（作家）、鏑木政岐（東京大学名誉教授）、宮地政司（元東京天文台長）、朝比奈貞一（元国立博物館）、藤田良雄（元日本学士院院長）、広瀬秀雄（元東京天文台長）、大崎正次（元東京都立九段高等学校教諭）、村山定男（元国立科学博物館）、原恵（青山学院大学名誉教授）、高瀬文志郎（東京大学名誉教授）、日江井栄二郎（元明星大学学長）という学識経験者だった。

## 投影・天体観察会

### 一般投影
メインの番組を「一般投影」と呼び、月毎に話題を変え、平日5回、土日祝日は6回の投影があった。閉館までの制作数は、524番組にも及び、すべて自主制作であった。番組内容は、季節の星空案内と天文の話題でまとめられ、約1時間を生解説で行った。天文の話題は、日食・月食や流星などの天文現象、位置天文学、恒星進化、宇宙論、古天文学、宇宙探査など多岐にわたっていた。天文学的な内容については、毎月開かれた学芸委員会で吟味されていた。
演出効果を上げるために、さまざまな映像資料を収集していた。1950年代から1970年代は東京天文台などから写真を、1980年代に入るとボイジャー探査機の映像を通信社経由で入手してテレビの次に早く使用したり、パソコンによる映像も使い始めた。そして1990年代半ばには、インターネットを通じて入手した映像を使用するようになった。時には、五藤光学研究所とエヌ・ケー・エクサ社の協力で、全天周リアルタイムフルカラーCG投影システムのバーチャリウムで、太陽系旅行の演出をしたこともある。また、職員自身が日食・月食や彗星・流星などの映像を撮影し、番組に使用することもあった。

### 幼稚園アワー・学習番組
平日と土曜日には幼児向けと小中高校生向けの学習投影が行われ、空席がある場合は一般客も参加することができた。幼児向けは、「たなばたアワー」、「お月見アワー」、「クリスマスアワー」の3種類があった。小中高校生向けには、月の動き、太陽の動き（と季節変化）、星の動き、緯度変化と日周運動の変化、惑星の年周運動、座標系の基礎など、利用する学校の希望を組み入れた独自の番組が実施されていた。

### 特別投影
日曜日には親子向けの番組「親と子の天文教室（後のやさしい星空教室）」、土曜日の最終回は「星と音楽の夕べ」、高校生天文教室、基礎天文セミナー、星空最新ニュース、星空ファンタジーなど時代に合わせた特別投影も開催された。

### 特別な催し
七夕の集い、夏休み天体観察教室、お月見の集い、東急サンクスデー、しし座流星群を見よう会、クリスマスコンサートなどの催しのほか、毎月1回の頻度で屋上にて天体観望会が開かれた。

### 星の会
「五島プラネタリウム星の会」は高校生以上の一般クラスと小中学生を対象したクラスがあり、毎月1回の例会が各々開催された。一般クラスでは、東京天文台や東京大学、京都大学などの天文学者を講師に迎えた講演を毎回聴くことが出来た。1月の例会では、国立科学博物館理化学部長の村山定男（後に同館最後の館長）による「今年の天文現象の解説」が恒例であった。小中学生を対象にしたクラスでは、解説員により天文現象や基礎的な天文の話題について、平易な内容で話を聴くことができた。例会の他、会員を対象に、1泊2日の恒例の観望会（夏または秋）や日食や彗星を観察にいくツアーも実施された。
星の会の運営は、野尻抱影を会長とする星の会委員による運営であったが、やがて五島プラネタリウムの運営に切り替えられた。月1回の例会の内容は、年に2回開催される星の会委員会にて決められていた。

## 常設展示
ロビーは、常設展示場になっていた。イギリスのフィリップス社製の天球儀（直径約1m）、精巧な縮尺で作られた8台の歴史的な天体望遠鏡の模型、天体写真、四季の星座ジオラマ、三球儀、人工衛星の模型などがあった。東急文化会館屋上には太陽観測用の望遠鏡（シーロスタット）があり、晴天日には展示室の最奥部で太陽面を観察することができた。
1970年代半ば以降には、日本の星、中国と日本の星座、西洋の星座絵図、隕石など、収集してきた実物の資料も公開されていた。この中には、世界最古の星図といわれた淳祐天文図、渋川春海の天文分野の図、司馬江漢の天球図、アラードの天球図などの実物も含まれていた。
出口付近に売店があり、天文グッズのほか、日本天文学会の会報『天文月報』を入手することができた。この売店では関西系の東亜天文学会の会報『天界』のバックナンバーもあり、関東圏では手に入りにくかったことからアマチュア天文家には重宝がられた。

## 掲示板
1980年代、「最も早い天文情報は、ここのドーム横の掲示板に張り出されたニュースだ」と言われていた。1985年10月8日夕方、人工衛星の落下直後に、光害の少ない所でジャコビニ流星群が突発的に流れたというニュースは、同館の掲示板が一番早かった。天文学に興味をもつ市民・学生は、最新情報を入手するために同館を利用する者もいた。1990年代に入ってパソコン通信による情報網が形成されたことが、館の存続のマイナス要因の一つでもあった。

## 施設・運営について
運営は、財団法人天文博物館五島プラネタリウムが行っていた。財団の設立は、プラネタリウムの映写機等機材を購入した東急側に対し、さらに学者側が「日銭を稼ぐ事業ではなく、博物館にしてほしい」と申し入れ、五島が「では財団にしよう」と答えて、財団の設立と、建物、機材の財団への寄付が決まったという。運営の収入源は入場料であった。入場者数が伸び悩んだ1990年代後半には赤字となっていたが、東急側が数千万円の寄付を行っていた。
建物については、東急文化会館の設計図を引き直して建設が進んだ。ここでプラネタリウムドームの一部が建築基準法の建築制限を超えてしまい、建設省に何度も足を運びなんとか許可を取り付けたという。

### 閉館後の施設の活用
イメージスタジオ・イチマルキュウ (109) により、デジタルエンターテインメント劇場「E-Field」として2001年8月10日にオープン。機動戦士Ζガンダムをモチーフとして大気圏突入を描いた約24分のオリジナル作品『ガンダム新体験 グリーンダイバーズ』を1日10回、DLPプロジェクタで上映。現在では各地で徐々に増えつつある製作から上映までフルデジタルの映像作品の上映は日本国内でも早い時期で実験的な意味も含まれていた。

## 関連商品
- 天文博物館五島プラネタリウムヒストリー（アストロアーツ・2001年VHS発売、2010年DVD発売）[3]